# دهن فسفوري

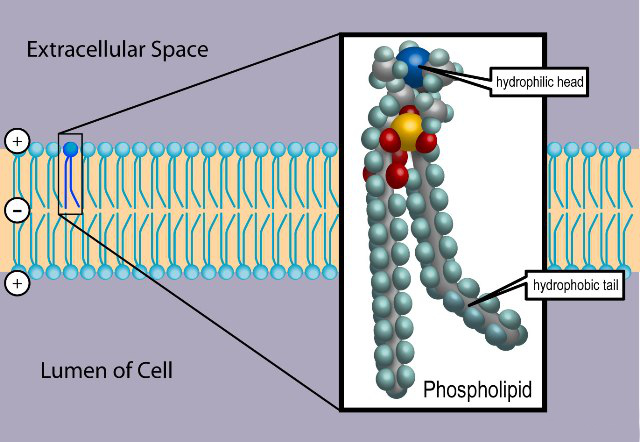
دهن فُسفوري

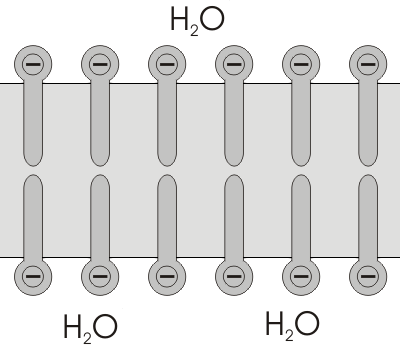
ليبيد ثنائي الطبقة.

الشَّحْم الفُسْفُورِيّ أو الدهن الفُسفوري أو الليبيدات المفسفرة (فوسفوليبيد) نوع من الدهنيات والتي تعد مكوّناً أساسياً من الغشاء الخلوي حيث تدخل في تركيب الدهن ثنائي الطبقة. تتكوّن معظم الدهون الفُسفورية من احماض دهنيه واحماض الفسفوريك وقواعد نيتروجينيه وكحول دهنيه مثل الكولين بالإضافة إلى حمض دهني عبارة عن أذناب أو ذيل. بنيوياً تتكون الدهون الفُسفورية من رأس محب للماء ومن أذناب كارهة للماء.
إن أول دهن فُسفوري تم التعرف عليه هو ليسيثين في الأنسجة الحيوية في صفار البيض من قبل العالم تيودور نيكولا غوبلي عام 1847. يمكن إنتاج الدهون الفُسفورية صناعياً حيث تجد لها العديد من التطبيقات في تقانة الصغائر وعلوم المواد.

## وظيفته في الغشاء الخلوي

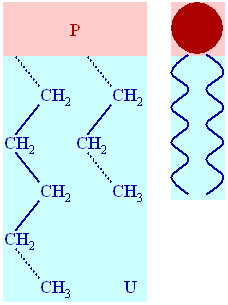
بنية الدهن الفسفوري

يعتبر الفوسفوليبيد المُكون والعنصر الأساسي الأول للغشاء الخلوي. الفوسفوليبيدات هي عبارة عن جزيئات ليبيدية مزدوجة الألفة. إن المناطق المحبة للماء لهذه الجزيئات تكون قطبية ولذلك فهي تكون على اتصال بالبيئات المائية للخلية (حيث تتواجد السوائل) من الجانب الداخلي والخارجي للخلية. في المقابل، تميل الجزيئات الكارهة للماء إلى أن تكون غير قطبية. الفوسفوليبيد هو ليبيد يحتوي على مجموعة فوسفات. يتألف من رأس محب للماء وذيل كاره للماء. الفوسفوليبيد هو في الأساس ثلاثي الغليسريد ولكن يتم استبدال أحد الأحماض الدهنية بمجموعة فوسفات من نوع ما. يتكون كل فوسفوليبيد من اثنين من الأحماض الدهنيةومجموعة الفوسفاتوجزيء الجلسرين(يسمى أيضا الجليسرول). يحتوي رأس الفوسفوليبيد عادة على جزيء الجلسيرين ومجموعة فوسفات سالبة، يكون هذا الرأس محب للماء. تتكون ذيول الفوسفوليبيد عادة من حمضين دهنييناثنين طويلين، وتكون كارهة للماء. عندما يصطف عدد كبير من الفوسفوليبيدات، فإنها تشكل طبقة مزدوجة مميزة لجميع أغشية الخلايا، تسمى الليبيد ثنائي الطبقة. الرأس المحب للماء لجزيء الفوسفوليبيد قابل للذوبان بسهولة في الماء. قي المقابل، سلاسل الأحماض الدهنية الطويلة للفسفوليبيد غير قطبية وبالتالي تتجنب الماء بسبب عدم قابليتها للذوبان. في الماء، تشكل الفوسفوليبيدات تلقائيًا طبقة مزدوجة تسمى الليبيد ثنائي الطبقة حيث يتم وضع الذيول الكارهة للماء من جزيئات الفوسفوليبيد بين طبقتين من الرؤوس المحبة للماء. بهذه الطريقة، تكون رؤوس الجزيئات معرضة للماء فقط، في حين أن الذيول الكارهة للماء تكون معزولة عن الماء وتتفاعل فقط مع بعضها البعض. الطبقة الثنائية المؤلفة من الفوسفوليبيد على كل جانب منها تلعب دوراً هاماً في أغشية الخلايا. تعمل هذه الطبقة كحاجز لمرور الجزيئات والأيوناتداخل وخارج الخلية. إحدى الوظائف المهمة لغشاء الخلية هي السماح بالمرور الانتقائي لمواد معينة داخل وخارج الخلايا. ويتحقق ذلك من خلال دمج جزيئات البروتين المختلفة في طبقة الليبيد الثنائية ومن خلالها. تشكل هذه البروتينات قنوات تستطيع من خلالها أيونات وجزيئات معينة التحرك. تحتوي العديد من بروتينات الغشاء أيضًا على الكربوهيدرات المرفقة على السطح الخارجي لطبقة الليبيد، مما يسمح لها بتكوين روابط هيدروجينية مع الماء.